# Кокоскерия, Тарас Никифорович
Тарас Никифорович Кокоскерия (1920 год, село Меркула, Сухумский округ, Кутаисская губерния — неизвестно, село Киндги, Абхазская АССР, Грузинская ССР) — председатель колхоза имени Берия Очемчирского района, Абхазская АССР, Грузинская ССР. Герой Социалистического Труда (1948).

## Биография
Родился в 1920 году в крестьянской семье в селе Меркула Сухумского округа.
После окончания местной школы трудился в сельском хозяйстве до призыва в октябре 1941 года в Красную Армию по мобилизации. Участвовал в Великой Отечественной войне. Воевал командиром стрелкового отделения в составе 1104-го стрелкового полка 331-й стрелковой дивизии 71-го стрелкового корпуса. Получил несколько ранений. После демобилизации возвратился на родину, где возглавил колхоз имени Берия (с 1950-х годов — колхоз «Меркула») Очамчирского района с усадьбой в селе Киндги (сегодня — Кындыг).
За короткое время вывел колхоз в число передовых сельскохозяйственных производств Очемчирского района. В 1947 году колхоз сдал государству в среднем с каждого гектара по 76,82 центнера кукурузы на участке площадью 16 гектаров. Указом Президиума Верховного Совета СССР от 21 февраля 1948 года удостоен звания Героя Социалистического Труда за «получение высоких урожаев кукурузы и пшеницы в 1947 году» с вручением ордена Ленина и золотой медали «Серп и Молот» (№ 710).
Этим же Указом званием Героя Социалистического Труда были награждены труженики колхоза имени Берия бригадир Рамшух Пуманович Миквабия, звеньевые Леван Котатович Зарандия, Хухута Зосович Зарандия, Владимир Сатович Квеквескири, Гиджи Иванович Миквабия и Эстат Самсонович Миквабия.
За выдающиеся трудовые достижения по итогам работы в 1948 году награждён вторым орденом Ленина.
После выхода на пенсию проживал в селе Киндги Очемчирского района. Дата смерти не установлена.
Награды
- Герой Социалистического Труда
- Орден Ленина — дважды (1948; 03.05.1949)
- Орден Красной Звезды
- Орден Отечественной войны 2 степени (22.02.1945)
- Медаль «За отвагу» — дважды (16.06.1944; 04.09.1944)
- Медаль «За боевые заслуги» (10.08.1944)